# Poggio Vittiano
Poggio Vittiano è una frazione del comune di Varco Sabino (RI), nel Lazio.

## Geografia fisica

### Territorio
ll paese è situato a 706 m s.l.m. nel territorio tra la valle del Salto e quella del Turano, sul versante del fiume Salto, in prossimità del lago del Salto, bacino artificiale creato nel 1940 attraverso la realizzazione dell'omonima diga, ad est dell'area protetta della riserva naturale Monte Navegna e Monte Cervia.

## Storia
Al pari degli altri paesi nell'interflumine tra Salto e Turano, Poggio Vittiano potrebbe trarre la sua origine dall'incastellamento di un abitato preesistente. Il fenomeno sarebbe avvenuto all'epoca dell'invasione dei saraceni nell'area - durante il X secolo-  o precedentemente - già nel V secolo - all'epoca delle guerre gotiche.
In seguito Poggio Vittiano entrò, insieme al suo territorio, a far parte dei possedimenti dell'abbazia di San Salvatore Maggiore tra i cui castelli era ricordato - ancora nel XVII secolo - come Podium Vittianum.